# Admestina
Admestina là một chi nhện trong họ Salticidae(Salticidae).

## Các loài
Chi này có các loài:
- Admestina archboldi Piel, 1992
- Admestina tibialis (C. L. Koch, 1846)
- Admestina wheeleri Peckham & Peckham, 1888